# الموت السعيد (رواية)
الموت السعيد(العنوان الأصلي La mort heureuse) هي رواية للكاتب الفيلسوف الفرنسي ألبير كامو. الهدف الوجودي للرواية هو «إرادة السعادة»، الخلق الواعي لسعادة الفرد، والحاجة إلى الوقت (والمال) للقيام بذلك. تعتمد على ذكريات المؤلف بما في ذلك وظيفته في اللجنة البحرية في الجزائر، ومعاناته من مرض السل، ورحلاته إلى أوروبا.
قام كامو بتأليف وإعادة صياغة الرواية بين عامي 1936 و1938، ثم قرر عدم نشرها. تم نشرها في نهاية المطاف في عام 1971، بعد أكثر من 10 سنوات من وفاة المؤلف. ظهرت الترجمة الإنجليزية لريتشارد هوارد في عام 1972.
الموت السعيد كانت أول رواية لكامو وكان من الواضح أنها مقدمة لعمله الأكثر شهرة الغريب، الذي نشر في عام 1942. الشخصية الرئيسية في فيلم الموت السعيد تحمل اسم "باتريس ميرسو"، على غرار رواية الغريب ميرسولت"؛ كلاهما كتبة جزائريان فرنسيان يقتلان رجلاً آخر. الموت السعيد مكتوبة في الشخص الثالث، في حين أن الغريب مكتوب في الشخص الأول. تحتوي الرواية على ما يزيد عن 100 صفحة وتتكون من جزأين.

## المؤلف
ألبير كامو (1913–1960) كاتب وفيلسوف فرنسي من أصول جزائرية أحد أبرز رموز الأدب الوجودي والعبثي في القرن العشرين. حصل على جائزة نوبل في الأدب عام 1957. من أبرز أعماله : الغريب والطاعون وأسطورة سيزيف والموت السعيد التي نُشِرت بعد وفاته عام 1971 إذ كانت مخطوطًا أعدّها بين 1936 و1938 ثم قرر عدم نشرها في حياته.

## ملخص
يصف الجزء الأول المعنون «الموت الطبيعي»، حياة باتريس ميرسول الرملية والخاوية مع وظيفة مكتبه الممل وعلاقة لا معنى لها مع صديقته مارتي. يتعرف ميرسولت على رولاند زاجروس الثري غير الصالح (زاجروس هو أحد رموز الأساطير اليونانية) الذي يوضح ميرسولت كمخرج: «لا يستغرق الأمر سوى الوقت لتكون سعيدًا. الكثير من الوقت. السعادة هي أيضًا صبر طويل. وفي في كل حالة تقريبًا، نستخدم حياتنا في كسب المال، عندما يتعين علينا استخدام أموالنا لكسب الوقت». يعني زاجروس أن حياته مضيعة بلا معنى، ولذا يقرر ميرسولت قتله من أجل خلق سعادته بأموال الرجل الغني.
الجزء الثاني بعنوان «الموت الواعي»، يتبع رحلة ميرسلو اللاحقة إلى أوروبا. عند السفر بالقطار من مدينة إلى أخرى، لا يستطيع أن يجد السلام ويقرر العودة إلى الجزائر العاصمة، للعيش في منزل يقع فوق البحر مع ثلاث صديقات شابات. الجميع هنا لديهم هدف واحد فقط: السعي لتحقيق السعادة من خلال التخلي عن العالم. بعد ميرسولت يحتاج إلى العزلة. يتزوج امرأة لطيفة تدعى لوسيان لا يحبها، ويشتري منزلاً في قرية بجانب البحر ويتحرك بمفرده. «في هذه الساعة من الليل، بدت حياته بعيدة جدًا عنه، وكان منعزلاً وغير مبالٍ بكل شيء وإلى نفسه أيضًا، حتى شعر ميرسولت بأنه قد حقق أخيرًا ما كان يبحث عنه، وأن السلام الذي ملأه الآن كان ولد من هذا التخلي عن المريض الذي اتبعه وحققه بمساعدة هذا العالم الدافئ على استعداد لإنكاره دون غضب».

## الشخصيات الرئيسية
- باتريس ميرسو : الشخصية الرئيسية التي تعيش حياة رتيبة وظيفية تبحث عن ملاذ للسعادة. يشعر بالفقر والمرض ويعاني من الفراغ الروحي مما يدفعه إلى اتخاذ قرارات مصيرية.
- رولاند زاجروس : رجل ثراء مريض ويدعو ميرسو إلى استخدام المال لتحقيق الحرية من أجل سعادتهم. يمثل نقيضًا قويًا ليقظة ميرسو الوجودية.
- مارتي ولوسيان : صديقات أو شريكات عابرات في حياة ميرسو يشكلن جزءًا من رؤيته للانسحاب من العالم السائد إلى العزلة المؤقتة كطريق للسعادة.[5]

## المغزى الفلسفي
- إرادة السعادة الحرة : السعي الممنهج لتحقيق السعادة بمقتضى الحرية الشخصية والاستقلال عن الزمن والعمل والاجتماع.
- وقت مقابل حرية : الرغبة في المال ليست غاية بذاته بل وسيلة للحصول على الوقت  الزمن الحر  للوصول إلى حالة السعادة.
- الموت كتحرير لا هروب : مع أن موضوع الموت حاضر إلا أن الرواية لا تدعو إلى الهروب منه بل التعامل معه كجزء من الحياة الذي يُضمن الحرية الحقيقية عند أدركه الفرد.[6]

## الأسلوب الأدبي
- تعتمد الرواية على السرد الغائب (الشخص الثالث) بخلاف الغريب التي كُتبت بصيغة المتكلم ما يمنح كامو مساحة تأملية أوسع في النفس والوجود.
- اللغة بسيطة وشفافة وفلسفية تعكس التوتر الداخلي بين الروح والجسد والرغبة في السكينة.
- يظل الطابع التأملي حاضراً مع مشاهد وصفية مكثفة للقواسم النفسية والحالات الحياتية التي يعيشها البطل.[7]

## النقد والتقييم
- غالبًا يُنظر إلى الموت السعيد كعمل تقدمي في فكر كامو يمثل نسخة أولى لـ"الغريب" ولكن يُميزها تركيزها العميق على السعي إلى السعادة بدل العبثية .
- بعض القراء يرونها أقل قوة درامية مقارنة بأعماله الأخرى لكنها تتميز بصفتها رواية ذات طابع وجودي ومشحونة بفكر الشخص في المجتمع والزمن.
- يُرى فيها اشتغال فكري أكبر على الذات والموت بينما الطاعون وأسطورة سيزيف تنفتحان نحو أبعاد اجتماعية وفلسفية أوسع.[8]

## وصلات خارجية
- Review by Anatole Broyard, نيويورك تايمز, 13 June 1972
- Notes on A Happy Death by Bob Corbett
- A Happy Death, translated by Richard Howard
- From In Review by David Latham